# Herisson (renseignement)
Pour les articles homonymes, voir Hérisson (homonymie).
Herisson, acronyme de « habile extraction du renseignement d'intérêt stratégique à partir de sources ouvertes numérisées », est une étude ayant pour objectif, en France, l’évaluation des  produits logiciels du marché (soumis à licence ou non, COTS ou freeware) dans le domaine de l’exploitation et le traitement des informations de sources ouvertes.  Ceci exclut les données de la sphère privée comme les échanges de mails, les téléchargements en P2P ou les transferts en FTP des internautes.
Herisson n'est pas une plateforme opérationnelle mais une plateforme d'intégration et d’évaluation de ces produits logiciels (moteurs de recherche, traducteurs, transcripteurs...) qui permet de tester différents assemblages de ces outils, de les comparer et de les évaluer en s'appuyant d'une part sur des moyens ou corpus existants (obtenus dans le cadre de campagnes d’évaluation spécialisées reconnues à l’échelle nationale (Technolangue, Technovision) et internationale (NIST MT/TREC/DUC/RT, CLEF, NTCIR)) et d'autre part en s'appuyant sur des séquences d'enregistrement non ciblées regroupant par exemple quelques heures de télévision et de radio, et un ensemble de documents sélectionnés sur Internet.

## Sources
- « Système Hérisson : La France se pique au réseau Echelon », article de PC-inpact, mars 2009.

- « HERISSON n’a rien à voir avec le système Echelon » , interview d'un porte-parole de la DGA sur le site ecrans.fr, mars 2009.

- « Herisson, l'autre système de surveillance du Net », article du quotidien Le Monde, 15 mai 2009.